# Renaldo Major
Renaldo Major (nacido el 7 de mayo de 1982 en Chicago, Illinois) es un exjugador de baloncesto estadounidense. Con 1,98 metros de estatura, jugaba en la posición de alero. Desde 2021 ejerce como entrenador asistente de los Sioux Falls Skyforce de la G League

## Trayectoria deportiva

### Universidad
Tras jugar entre 2000 y 2002 en la pequeña universidad de South Plains College, donde promedió 13 puntos y 8 rebotes el segundo año, jugó durante dos temporadas más con los Bulldogs de la Universidad Estatal de California, Fresno, en las que promedió 10,2 puntos y 4,1 rebotes por partido.

### Profesional
Tras no ser elegido en el 2004, jugó en la USBL hasta que en 2006 fichó por los Dakota Wizards de la NBA D-League, con los que en su primera temporada se proclamó campeón de la liga, promediando 18,2 puntos y 5,4 rebotes por partido, siendo incluido en el mejor quinteto de la liga y elegido mejor defensor.
En enero de esa temporada firmó un contrato por diez días con los Golden State Warriors, pero únicamente disputó un partido en el que logró 5 puntos y 2 rebotes. Regresó posteriormente a los Wizards, donde jugó tres temporadas más, siendo posteriormente traspasado a los Bakersfield Jam, donde jugó dos temporadas. En la primera de ellas fue titular en todos sus partidos, promediando 15,2 puntos y 4,7 rebotes por noche.
En 2012 fichó por el Fuerza Regia de Monterrey de la Liga Nacional de Baloncesto Profesional de México, regresando posteriormente a los Jam. Al término de la temporada, en verano fichó por los Mets de Guaynabo de la liga de Puerto Rico. Posteriormente, en agosto de 2013 se comprometió con el Joensuun Kataja de la liga de Finlandia.

### Selección nacional
En 2011 participó con la selección de baloncesto de Estados Unidos en los Juegos Panamericanos celebrados en Guadalajara (México), siendo con 29 años el jugador más veterano del equipo.

## Estadísticas de su carrera en la NBA

### Temporada regular
| Temporada | Edad | Equipo                | Liga | Pos. | P | TIT | MIN  | TC  | TCA  | %TC  | 3P  | 3PA | %3P | 2P  | 2PA  | %2P  | TL  | TLA | %TL  | R.OF. | R.DEF. | REB | ASIS | ROB | TAP | PER | FP  | PTS |
| 2006-07   | 24   | Golden State Warriors | NBA  | PF   | 1 | 0   | 27.0 | 2.0 | 10.0 | .200 | 0.0 | 0.0 |     | 2.0 | 10.0 | .200 | 1.0 | 2.0 | .500 | 0.0   | 2.0    | 2.0 | 0.0  | 2.0 | 0.0 | 1.0 | 4.0 | 5.0 |
| Total     |      |                       | NBA  |      | 1 | 0   | 27.0 | 2.0 | 10.0 | .200 | 0.0 | 0.0 |     | 2.0 | 10.0 | .200 | 1.0 | 2.0 | .500 | 0.0   | 2.0    | 2.0 | 0.0  | 2.0 | 0.0 | 1.0 | 4.0 | 5.0 |